# Мондонедо
Мондонедо (на испански: Mondoñedo) е град в автономната област Галисия в северозападна Испания, част от комарката Мариня Сентрал на провинция Луго. Населението му е 3722 души (по данни от 1 януари 2017 г.).
Разположен е на 141 m надморска височина в долина в северозападното подножие на Кантабрийските планини, на 19 km югозападно от брега на Бискайския залив и на 48 km северно от град Луго. Първото споменаване на селището е от 1112 година Урака I го превръща в седалище на епископ.

## Известни личности
Починали в Мондонего
- Перо Пардо де Села (?-1483), благородник